# Boudewijn Zenden
Boudewijn Zenden (sinh ngày 15 tháng 8 năm 1976 tại Maastricht) còn được biết đến với biệt danh "Bolo" là một cựu cầu thủ bóng đá người Hà Lan chơi ở vị trí tiền vệ trái hay thường đảm nhiệm làm tiền vệ công.
Anh giành danh hiệu Tài năng bóng đá Hà Lan của năm vào năm 1997, Zenden chơi cho 4 câu lạc bộ tại Giải Ngoại hạng Anh thi đấu 180 trận và ghi 19 bàn thắng. Anh cũng chơi ở các giải đấu cấp độ cao nhất ở Hà Lan, Tây Ban Nha và Pháp lần lượt cho các câu lạc bộ PSV, Barcelona và Marseille. Trên bình diện quốc tế, Zenden đá 54 trận và ghi 7 bàn cho đội tuyển Hà Lan cùng đội tuyển thi đấu tại 2 kỳ UEFA EURO và kỳ World Cup 1998.

## Cuộc sống ban đầu
Zenden sinh ra ở Maastricht, Limburg. Cha anh, ông Pierre Zenden là một cựu võ sĩ Judo làm phát thanh viên thể thao cho hệ thống phát sóng công cộng NOS từ năm 1968 đến năm 2005. Zenden chơi bóng đá cũng như thi đấu Judo khi còn nhỏ. Năm 1985, câu lạc bộ của Hà Lan MVV Maastricht ký hợp đồng với Zenden sau khi xem anh chơi bóng cho câu lạc bộ nghiệp dư Leonidas. Hai năm sau, anh tham gia vào đội trẻ của PSV Eindhoven.
Zenden giành được đai đen judo ở tuổi 14 và ba lần trở thành nhà vô địch Judo trên quê hương anh Limburg Anh bắt đầu ăn chay một cách nghiêm ngặt từ năm 19 tuổi.

## Sự nghiệp câu lạc bộ

### PSV
Khi sự nghiệp của anh thăng tiến ở PSV, Zenden đã chiếm suất chơi ở vị trí tiền vệ trái của đội thay thế Peter Hoekstra và cuối cùng trở thành thành viên đáng tin cậy trong đội hình xuất phát sau sự ra đi của cầu thủ đội tuyển Hà Lan Jan Wouters. Zenden là một phần quan trọng của đội PSV giành chức vô địch quốc gia Eredivisie mùa giải 1996-97, nơi anh nhận giải thưởng Tài năng bóng đá Hà Lan của năm 1997. Sau một mùa giải nữa ở PSV, mùa giải anh ghi 12 bàn thắng sau 33 trận, anh chuyển đến câu lạc bộ Tây Ban Nha Barcelona năm 1998.

### Barcelona
Ở Barcelona, Zenden trở thành một phần của đội bóng gồm nhiều cầu thủ người Hà Lan dưới quyền huấn luyện viên Louis van Gaal. Anh tìm thấy cơ hội của mình ở đội một tại Barcelona nhưng bị hạn chế số lần ra sân bởi người đồng hương Marc Overmars tuy nhiên đó là người chơi ở vị trí tiền vẹ trái cho cả câu lạc bộ và đội tuyển quốc gia. Thay vì không được chơi ở vị trí sở trường, Zenden chơi ở vị trí hậu vệ, vai trò phòng thủ đã được anh đảm nhiệm thành công khi anh thay thế cầu thủ người Táy Ban Nha Sergi Barjuán. Zenden giúp Barcelona vô địch La Liga mùa giải 1998-99 và ở mùa giải 1999-2000 anh ghi 3 bàn thắng cho câu lạc bộ. Sau khi Van Gaal từ chức huấn luyện viên năm 2000, số lần xuất hiện ở đội hình chính trở nên khan hiếm hơn với Zenden. Kết thúc mùa giải 2000-01 câu lạc bộ của Anh Chelsea mua anh với giá 7,5 triệu bảng.

### Chelsea
Trong 2 năm của anh ở Chelea, Zenden chơi trận chung kết FA Cup 2002 và thua Arsenal 0-2 tuy nhiên anh đã phải vật lộn để duy trì một vị trí trong đội hình xuất phát do chấn thương dai dẳng.

### Middlesbrough
Zenden được cho mượn tại câu lạc bộ Middlesbrough ở mùa giải 2003-04. Ở đây anh đã chơi thành công khi anh ghi bàn thắng trong trận chung kết League Cup 2004 trước đối thủ Bolton Wanderers giúp Middlesbrough giành danh hiệu lớn đầu tiên trong lịch sử câu lạc bộ. Khi hợp đồng của anh với Chelsea kết thúc vào mùa hè 2004, anh chuyển đến Middlesbrough theo dạng miến phí, kí hợp đồng một năm chơi bóng ở mùa giải 2004-05. Anh chơi ở vị trí tiền vệ trung tâm,nơi anh chơi 36/38 trận ở giải vô địch quốc gia ghi được 5 bàn thắng và được các cổ động viên của Middlesbrough bình chọn là cầu thủ của năm 2005. Tuy nhiên đó cũng là mùa giải cuối cùng anh chơi cho Middlesbrough, anh rời đi vào mùa hè 2005 khi hợp đồng hết hạn.

### Liverpool
Zenden bắt đầu chơi cho đội vừa mới vô địch UEFA Champions League vào ngày 4 tháng 7 năm 2005. Anh bắt đầu sự nghiệp ở Liverpool bằng việc được sử dụng thường xuyên ở vị trí tiền vệ trái và chơi cho đội hình xuất phát của Liverpool giành danh hiệu Siêu cúp Châu Âu 2005. Tuy vậy, anh bị chấn thưong dây chằng chéo nghiêm trọng ở đầu gối phải vào tháng 12 năm 2005  khiến anh không thể thi đấu trong phần còn lại của mùa giải. Anh bình phục để bắt đầu mùa giải 2006-07 và là một phần của Liverpool giành Siêu cúp Anh 2006. Sau sự ra đi của tiền vệ trung tâm người Đức Dietmar Hamann vào mùa hè 2006, huấn luyện viên Rafael Benítez chỉ ra rằng Zenden là một sự lựa chọn cho vị trí tiền vệ trung tâm.
Zenden bị thêm một chấn thương đầu gối trong trận gặp Manchester City vào ngày 25 tháng 11 năm 2006 và anh phải trải qua ca phẫu thuật điều trị.
Zenden chơi ở cả 2 lượt trận bán kết Champions League với câu lạc bộ cũ Chelsea và ghi bàn thắng đầu tiên ở loạt sút luân lưu trong trận lượt về giúp Liverpool thăng 4-1. Anh cùng đội đi vào trận chung kết nơi Liverpool để thua AC Milan. Zenden ghi 2 bàn trong khoảng thời gian của anh ở Liverpool trước West Ham United và Portsmouth ở Premier League.

### Marseille
Vào ngày 24 tháng 5 năm 2007, huấn luyện viên Liverpool Rafael Benítez thông báo rằng hợp đồng của Zenden sẽ không được gia hạn và anh được cho phép đàm phán với câu lạc bộ khác, vào ngày 6 tháng 7 năm 2007, Zenden ký hợp đòng 2 năm với câu lạc bộ Marseille. Anh có trận ra mắt cho Marseille vào ngày 11 tháng 8 năm 2007, đá chính và cuối cùng bị thay ra trong trận hòa bế tắc 0-0 với đội Rennes. At Marseille, Zenden struggled for regular football. In the 2008–09 Ligue 1 season, he featured 13 times (predominately as a substitute) scoring three goals. Ở Marseille anh phải cố gắng để được đá chính. Ở Ligue 1 mùa giải 2008-09 anh chơi 13 trận(phần lớn là dự bị) ghi được 3 bàn thắng.
Sau khi được tự do, Zenden tiết lộ rằng anh muốn kết thúc sự nghiệp của mình ở Anh với sự quan tâm từ Blackburn Rovers và Portsmouth. Vào tháng 10 năm 2009, anh đến Sunderland để tìm sự thử thách. Anh ký hợp đồng sau khi gây ấn tượng với huấn luyện viên Sunderland Steve Bruce.

### Sunderland

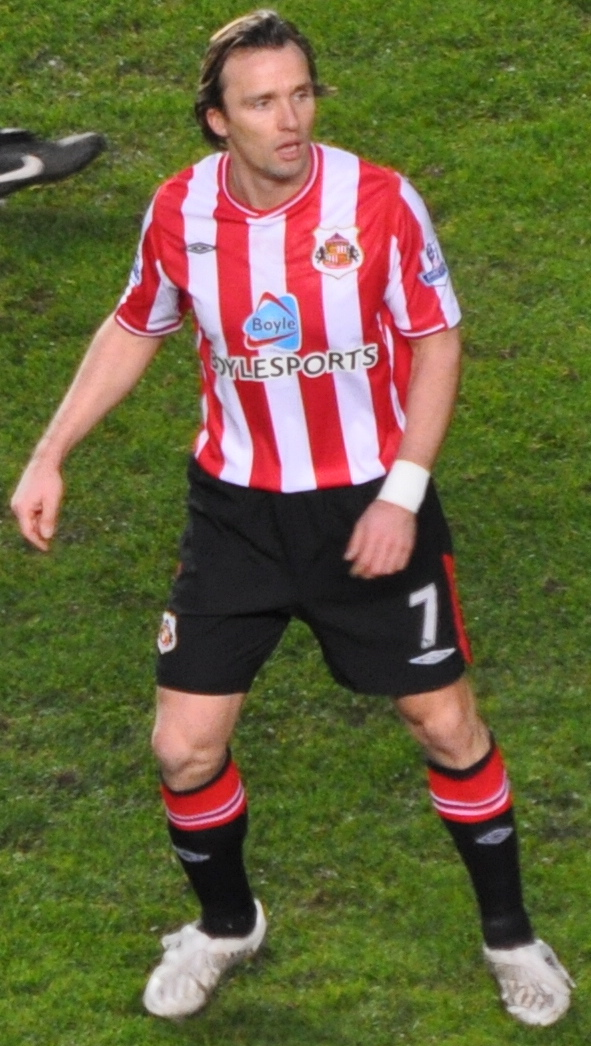
Zenden chơi cho Sunderland năm 2010

Vào ngày 16 tháng 10 năm 2009, Zenden ký hợp đòng với Sunderland cho đến cuối mùa giải 2009-10. Zenden ký hợp đồng đúng vào thời điểm trong trận ra mắt gặp câu lạc bộ cũ Liverpool và anh đã làm tốt công việc của mình khi giúp Sunderland duy trì lợi thế dẫn trước một bàn sau khi vào sân thay cho người bị chấn thương Lee Cattermole. Sự nghiệp ở Sunderland của anh thường chứng kiến anh chơi như một cầu thủ dự bị mà không chơi chính bất kỳ trận đấu nào và anh ấy đã bị chấn thương ở giữa mùa giải nhưng sau khi hồi phục, anh đã được điền tên vào đội hình để đối đầu với câu lạc bộ cũ Chelsea tại Stamford Bridge vào ngày 16 tháng 1 năm 2010 và trong vòng chưa đầy mười phút sau khi vào sân thay người ở hiệp hai, anh ấy đã ghi bàn thắng đầu tiên cho câu lạc bộ, một cú vô lê tuyệt đẹp để rút ngắn tỷ số xuống còn 1-5 sau khi bị dẫn 4–0 ở hiệp một.  Mèo đen  cuối cùng chịu thất bại với tỷ số 2-7. Vào ngày 3 tháng 4 năm 2010, Zenden ghi bàn thắng thứ hai cho Sunderland, một cú vô lê chân trái trong chiến thắng 3-1 trước Tottenham Hotspur tại Sân vận động Ánh sáng.
Vào ngày 17 tháng 5 năm 2010, Zenden ký hợp đồng mới có thời hạn một năm với câu lạc bộ. Khởi đầu mùa giải mới của Zenden là trận hòa 0–0 của Sunderland với Manchester United, nơi anh sút trúng cột dọc. Zenden đã trở thành một người nổi tiếng trên YouTube sau khi ăn mừng bàn thắng với Asamoah Gyan trong chiến thắng 3–0 của Sunderland trước Chelsea. Zenden ghi bàn đầu tiên của mùa giải trước Bolton trong chiến thắng 2-1 trên sân khách vào ngày 7 tháng 5, bàn thắng mà anh dành tặng cho người cha ốm yếu của mình. Sau trận đấu, huấn luyện viên Steve Bruce xác nhận Zenden sẽ được đề nghị một bản hợp đồng mới tại câu lạc bộ. Tuy nhiên Zenden tiết lộ rằng anh sẽ rời câu lạc bộ vào cuối mùa giải để kéo dài sự nghiệp của mình. Vào ngày 22 tháng 5 năm 2011, trận đấu cuối cùng của anh ấy cho Sunderland, anh đã ghi bàn mở tỷ số trong chiến thắng 3–0 trước West Ham đã xuống hạng vào ngày cuối cùng của mùa giải Premier League 2010-11.

## Sự nghiệp quốc tế
Zenden đã có trận ra mắt cho Đội tuyển Hà Lan trong trận đấu Vòng loại FIFA World Cup 1998 với Đội tuyển San Marino vào ngày 30 tháng 4 năm 1997. Anh được đưa vào đội hình xuất phát và chơi cả trận khi Hà Lan thắng 6–0. Anh được triệu tập để thi đấu cho Hà Lan tại vòng chung kết World Cup 1998 ở Pháp, nơi Zenden bắt đầu giải đấu với tư cách là cầu thủ dự bị. Anh vào sân thay người hai lần, anh được chọn đá chính ở trận bán kết thua Đội tuyển Brazil. Anh một lần nữa được chọn chơi trong trận playoff tranh hạng ba với Đội tuyển Croatia, nơi anh ghi một bàn thắng sau một pha solo và một cú sút xa uy lực. Sau khi ghi bàn, anh đã cố gắng ăn mừng bằng một pha nhào lộn nhưng không thành công và anh đập đầu của mình xuống đất.
Trong thời gian chuẩn bị cho UEFA Euro 2000, giải đấu mà anh đã được ca ngợi. Đây chính là giải đấu đã cho thấy màn trình diễn tốt nhất của anh ấy. Tốc độ nhanh và khả năng tăng tốc của anh ấy ở bên cánh cùng với khả năng hoạt động như một tiền đạo cánh và một hậu vệ cánh đã khiến anh ấy trở thành một cầu thủ đa năng cần có trong đội. Danh hiệu Cầu thủ của trận đấu trong trận giao hữu với Đội tuyển Đức vào đầu thiên niên kỷ đã củng cố vị trí của anh ấy trong đội hình đội tuyển quốc gia - anh đã chuyền bóng cho bàn mở tỷ số cho Patrick Kluivert sau đó ghi tên mình lên bảng tỷ số với cú vô lê sấm sét từ quả đá phạt góc của Ronald de Boer trước khi suýt chút nữa đặt dấu chấm hết khi anh ta khiến hàng thủ Đức chết sững với tốc độ nhanh như gió của mình, đánh bại thủ môn đối phương bằng cú sút của anh chỉ tiếc là nó dội ngược lại từ cột dọc.
Zenden đã chơi cả năm trận đấu của Hà Lan tại Euro 2000. Với phong độ tuyệt vời trước giải đấu, Zenden đã ghi một bàn thắng vào lưới Đội tuyển Đan Mạch và cùng đội giành chiến thắng trước Đội tuyển Pháp để giúp Hà Lan đứng đầu bảng D. Hà Lan hủy diệt Đội tuyển Nam Tư 6–1 trong trận tứ kết; Zenden một lần nữa thể hiện một màn trình diễn xuất sắc, trong đó có pha kiến tạo dẫn đến cú hat-trick của Kluivert. Anh đá chính trận bán kết với Đội tuyển Ý, nhưng anh bị thay ra trong một trận đấu mà Hà Lan bị loại trên loạt sút luân lưu.
Zenden lại thêm một lần xuất hiện ở Euro 2004 mặc dù anh chỉ chơi nửa đầu trận đầu tiên với Đức. Sau giải đấu, Zenden giống như những cầu thủ giàu kinh nghiệm khác bao gồm Clarence Seedorf và Edgar Davids đã bị huấn luyện viên mới của đội tuyển Hà Lan là Marco van Basten loại khỏi cuộc tuyển chọn đội tuyển quốc gia.

## Thống kê sự nghiệp

### Câu lạc bộ
| Câu lạc bộ          | Mùa giải            | Giải đấu            | Giải đấu | Giải đấu | National Cup | National Cup | League Cup | League Cup | Châu luc | Châu luc | Khác | Khác | Tổng cộng | Tổng cộng |
| Câu lạc bộ          | Mùa giải            | Division            | Trận     | Bàn      | Trận         | Bàn          | Trận       | Bàn        | Trận     | Bàn      | Trận | Bàn  | Trận      | Bàn       |
| ------------------- | ------------------- | ------------------- | -------- | -------- | ------------ | ------------ | ---------- | ---------- | -------- | -------- | ---- | ---- | --------- | --------- |
| PSV                 | 1994–95             | Eredivisie          | 27       | 5        | 2            | 0            | –          | –          | 1        | 0        | –    | –    | 30        | 5         |
| PSV                 | 1995–96             | Eredivisie          | 25       | 7        | 4            | 0            | –          | –          | 2        | 1        | –    | –    | 31        | 8         |
| PSV                 | 1996–97             | Eredivisie          | 34       | 8        | 2            | 1            | –          | –          | 4        | 1        | 0    | 0    | 40        | 10        |
| PSV                 | 1997–98             | Eredivisie          | 26       | 12       | 3            | 0            | –          | –          | 3        | 0        | 1    | 0    | 33        | 12        |
| PSV                 | Tổng cộng           | Tổng cộng           | 112      | 32       | 11           | 1            | –          | –          | 10       | 2        | 1    | 0    | 134       | 35        |
| Barcelona           | 1998–99             | La Liga             | 25       | 0        | 1            | 0            | –          | –          | 4        | 0        | 2    | 0    | 32        | 0         |
| Barcelona           | 1999–2000           | La Liga             | 29       | 2        | 4            | 0            | –          | –          | 10       | 1        | 2    | 0    | 45        | 3         |
| Barcelona           | 2000–01             | La Liga             | 10       | 0        | 3            | 0            | –          | –          | 5        | 0        | –    | –    | 18        | 0         |
| Barcelona           | Tổng cộng           | Tổng cộng           | 64       | 2        | 8            | 0            | –          | –          | 19       | 1        | 4    | 0    | 95        | 3         |
| Chelsea             | 2001–02             | Premier League      | 22       | 3        | 3            | 0            | 4          | 0          | 3        | 0        | –    | –    | 32        | 3         |
| Chelsea             | 2002–03             | Premier League      | 21       | 1        | 4            | 0            | 1          | 0          | 1        | 0        | –    | –    | 27        | 1         |
| Chelsea             | Tổng cộng           | Tổng cộng           | 43       | 4        | 7            | 0            | 5          | 0          | 4        | 0        | 0    | 0    | 59        | 4         |
| Middlesbrough       | 2003–04             | Premier League      | 31       | 4        | 2            | 1            | 6          | 2          | –        | –        | –    | –    | 39        | 7         |
| Middlesbrough       | 2004–05             | Premier League      | 36       | 5        | 2            | 0            | 1          | 0          | 10       | 3        | –    | –    | 49        | 8         |
| Middlesbrough       | Tổng cộng           | Tổng cộng           | 67       | 9        | 4            | 1            | 7          | 2          | 10       | 3        | 0    | 0    | 88        | 15        |
| Liverpool           | 2005–06             | Premier League      | 7        | 2        | 0            | 0            | 2          | 0          | 9        | 0        | 1    | 0    | 19        | 2         |
| Liverpool           | 2006–07             | Premier League      | 16       | 0        | 0            | 0            | 2          | 0          | 11       | 0        | 1    | 0    | 30        | 0         |
| Liverpool           | Tổng cộng           | Tổng cộng           | 23       | 2        | 0            | 0            | 4          | 0          | 20       | 0        | 2    | 0    | 49        | 2         |
| Marseille           | 2007–08             | Ligue 1             | 27       | 2        | 2            | 0            | 1          | 0          | 8        | 0        | –    | –    | 38        | 2         |
| Marseille           | 2008–09             | Ligue 1             | 27       | 4        | 1            | 0            | 1          | 0          | 9        | 0        | –    | –    | 38        | 4         |
| Marseille           | Tổng cộng           | Tổng cộng           | 54       | 6        | 3            | 0            | 2          | 0          | 17       | 0        | –    | –    | 76        | 6         |
| Sunderland          | 2009–10             | Premier League      | 20       | 2        | 1            | 0            | 0          | 0          | –        | –        | –    | –    | 21        | 2         |
| Sunderland          | 2010–11             | Premier League      | 27       | 2        | 0            | 0            | 2          | 0          | –        | –        | –    | –    | 29        | 2         |
| Sunderland          | Tổng cộng           | Tổng cộng           | 47       | 2        | 1            | 0            | 2          | 0          | 0        | 0        | 0    | 0    | 50        | 4         |
| Tổng cộng sự nghiệp | Tổng cộng sự nghiệp | Tổng cộng sự nghiệp | 410      | 59       | 34           | 2            | 20         | 2          | 80       | 6        | 7    | 0    | 551       | 69        |

1. ↑  Bao gồm các trận ở Johan Cruyff Shield, Supercopa de España, FA Community Shield and UEFA Super Cup.

### Quốc tế
| Đội tuyển | Năm       | Trận | Bàn |
| --------- | --------- | ---- | --- |
| Hà Lan    | 1997      | 2    | 0   |
| Hà Lan    | 1998      | 8    | 1   |
| Hà Lan    | 1999      | 7    | 1   |
| Hà Lan    | 2000      | 9    | 3   |
| Hà Lan    | 2001      | 9    | 1   |
| Hà Lan    | 2002      | 5    | 0   |
| Hà Lan    | 2003      | 7    | 0   |
| Hà Lan    | 2004      | 7    | 1   |
| Tổng cộng | Tổng cộng | 54   | 7   |

| # | Ngày                | Địa điểm                                         | Đối thủ  | Bàn thắng | Kết quả | Giải đấu                 |
| - | ------------------- | ------------------------------------------------ | -------- | --------- | ------- | ------------------------ |
| 1 | 11 tháng 7 năm 1998 | Sân vận động Công viên các Hoàng tử, Paris, Pháp | Croatia  | 1–1       | 1–2     | World Cup 1998           |
| 2 | 9 tháng 10 năm 1999 | Amsterdam ArenA, Amsterdam, Hà Lan               | Brasil   | 2–0       | 2–2     | Giao hữu                 |
| 3 | 23 tháng 2 năm 2000 | Amsterdam ArenA, Amsterdam, Hà Lan               | Đức      | 2–1       | 2–1     | Giao hữu                 |
| 4 | 16 tháng 6 năm 2000 | De Kuip, Rotterdam, Hà Lan                       | Đan Mạch | 3–0       | 3–0     | Euro 2000                |
| 5 | 21 tháng 6 năm 2000 | Amsterdam ArenA, Amsterdam, Hà Lan               | Pháp     | 3–2       | 3–2     | Euro 2000                |
| 6 | 5 tháng 9 năm 2001  | Sân vận động Philips, Eindhoven, Hà Lan          | Estonia  | 1–0       | 5–0     | Vòng loại World Cup 2002 |
| 7 | 28 tháng 4 năm 2004 | Sân vận động Philips, Eindhoven, Hà Lan          | Hy Lạp   | 2–0       | 4–0     | Giao hữu                 |

## Danh hiệu
PSV
- Eredivisie: 1996–97
- KNVB Cup: 1995–96
- Johan Cruyff Shield: 1996, 1997

Barcelona
- La Liga: 1998–99[30]

Chelsea
- FA Cup á quân: 2001–02[31]

Middlesbrough
- Football League Cup: 2003–04[32]

Liverpool
- FA Community Shield: 2006[33]
- UEFA Super Cup: 2005[34]
- UEFA Champions League á quân: 2006–07[35]